# 瓊斯鎮區 (愛荷華州尤寧縣)
瓊斯鎮區（英語：Jones Township）是位於美國愛荷華州猶尼昂縣的一個行政鎮區。

## 地方資料
根據2010年美國人口普查的數據，瓊斯鎮區的面積為92.15平方千米，當中陸地面積為91.93平方千米，而水域面積為0.22平方千米。當地共有人口262人，而人口密度為每平方千米2.84人。